# ورزشگاه مالمو
ورزشگاه مالمو (سوئدی: Malmö Stadion) یک ورزشگاه چندمنظوره در مالمو، سوئد است.
این ورزشگاه که در سال ۱۹۵۸ تأسیس شده دارای ۲۶٬۵۰۰ نفر ظرفیت می‌باشد و یکی از ورزشگاه‌های جام جهانی فوتبال ۱۹۵۸ بوده است.

## نگارخانه

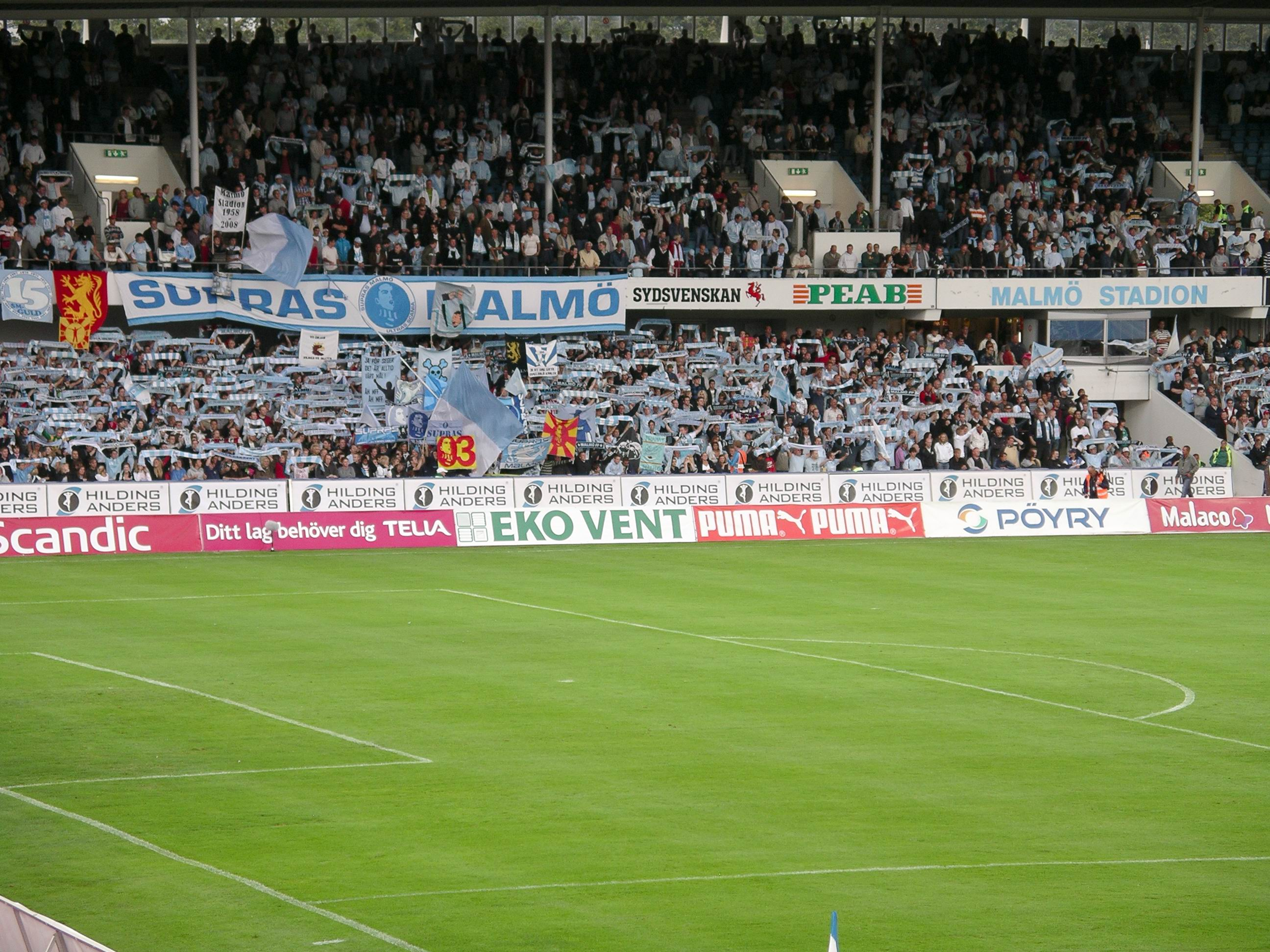
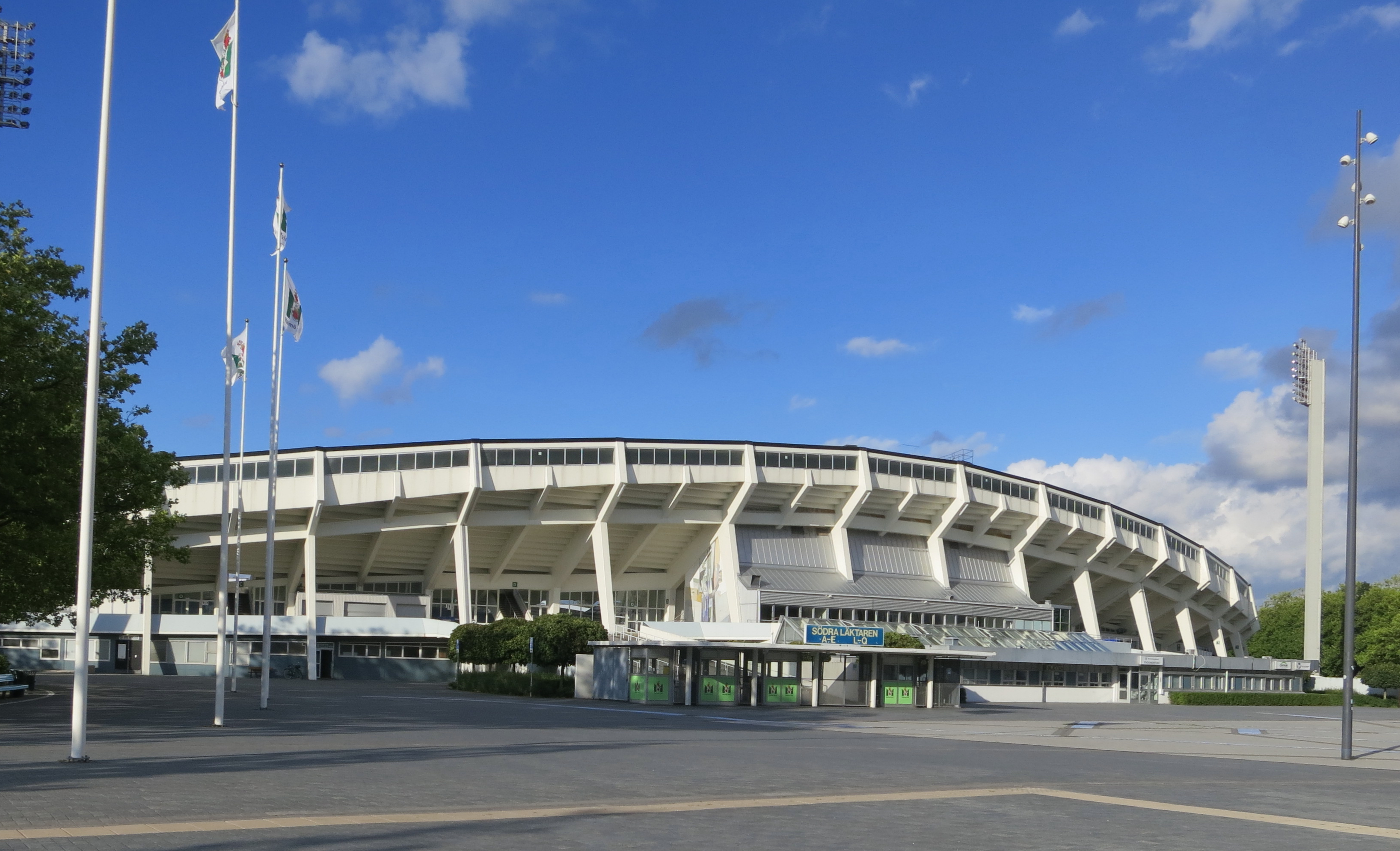
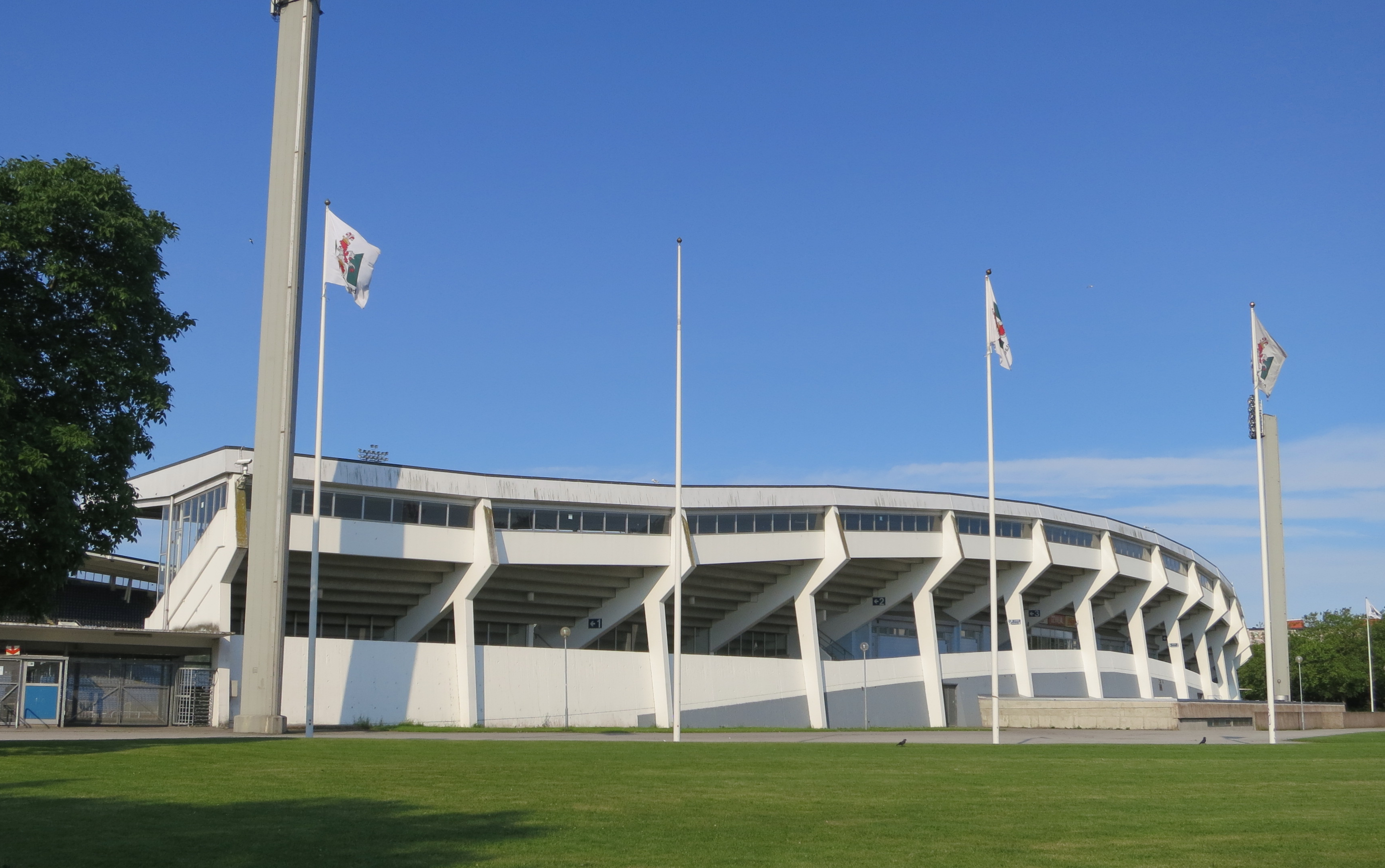